# De Toren van Babel (Roelant Savery)
De Toren van Babel is een schilderij van de Zuid-Nederlandse schilder Roelant Savery, gemaakt in 1602. Het bevindt zich in het Germanisches Nationalmuseum in Neurenberg.

## Voorstelling
Het stelt de toren van Babel voor, een bouwwerk uit het Bijbelboek Genesis, dat door de Babyloniërs werd gebouwd en dat 'tot aan de hemel' zou reiken. God strafte de Babyloniërs echter voor hun hoogmoed met de Babylonische spraakverwarring en vernietigde de toren.

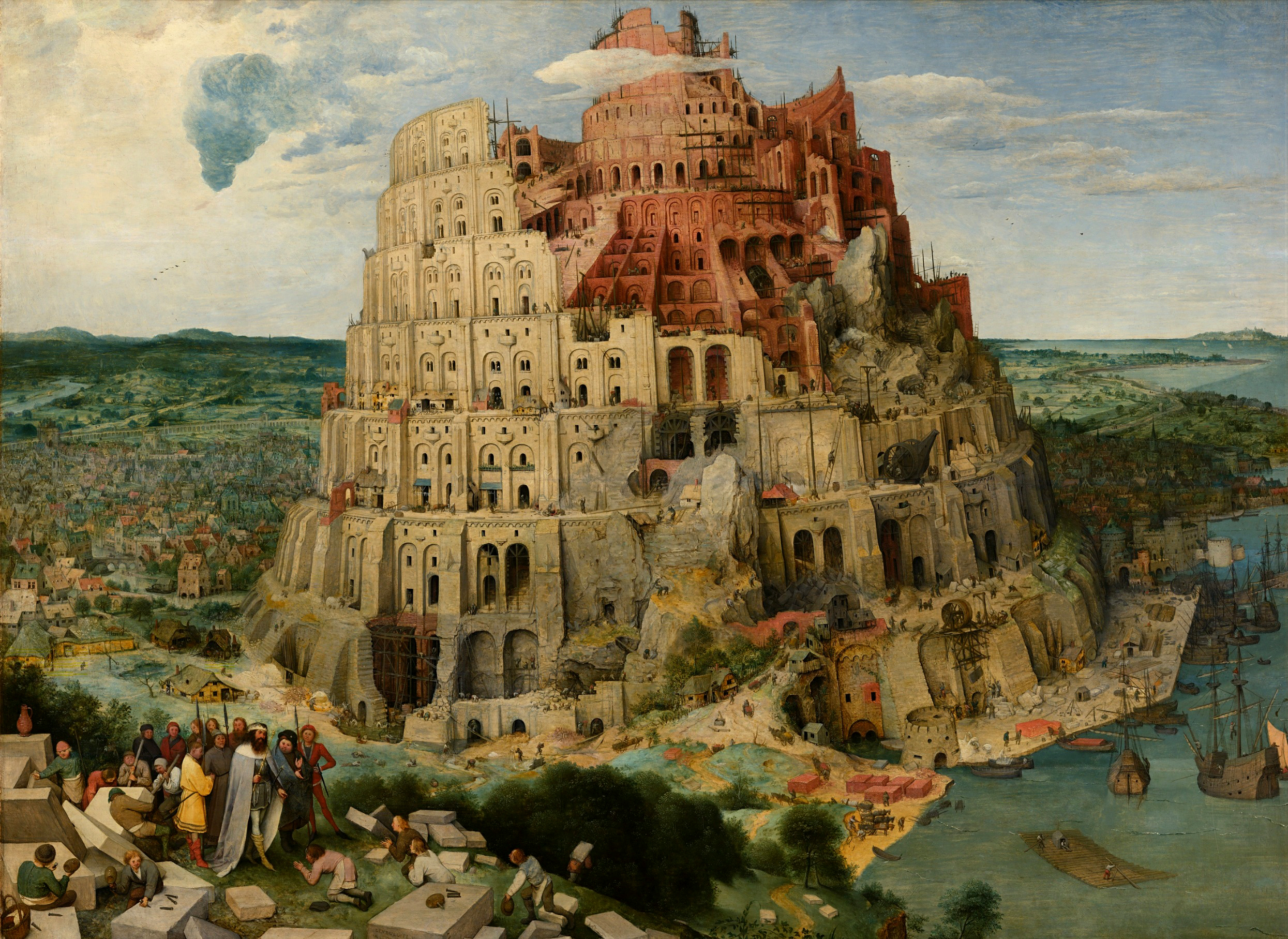
Pieter Bruegel (I). De Toren van Babel. Ca. 1563. Wenen, Kunsthistorisches Museum.

De schilder laat het bouwwerk letterlijk reiken tot in de hemel, voorgesteld als een grote lichtbundel die uit de wolken komt. In en om de toren krioelt het van de bedrijvigheid. Schepen met bouwmaterialen meren af in de haven. Aan de haven bevindt zich een bouwplaats met kalkovens. Aan het waten staan twee molens, mogelijk zaagmolens. Mannen met kruiwagens en sleeën getrokken door paarden bewegen zich via een systeem van spiraalvormige hellingen tot aan de top. De voorstelling is verwant aan het schilderij De Toren van Babel van Pieter Bruegel de Oude, dat ongeveer 40 jaar daarvoor ontstond. Net als Bruegel beeldt Savery op de voorgrond koning Nimrod af die de bouw gadeslaat.

## Toeschrijving en datering
Het schilderij is rechtsonder gesigneerd en gedateerd ‘ROELANT / SAVERY / IN / 1602’.

## Herkomst
Het werk is afkomstig uit de kunstverzameling van de stad Neurenberg. Het wordt in 1817 voor het eerst vermeld in de handgeschreven catalogus Beschreibung der Gemählde und Kunstgegenstaende welche sich auf der Burg zu Nürnberg aufgestellt befinden. In 1822 wordt het vermeld in de eveneens handgeschreven catalogus Gemäldegalerie zu Nürnberg. Het werd tussen 1875 en 1877 in bruikleen gegeven aan het Germanisches Nationalmuseum.